# Bergslagsgården

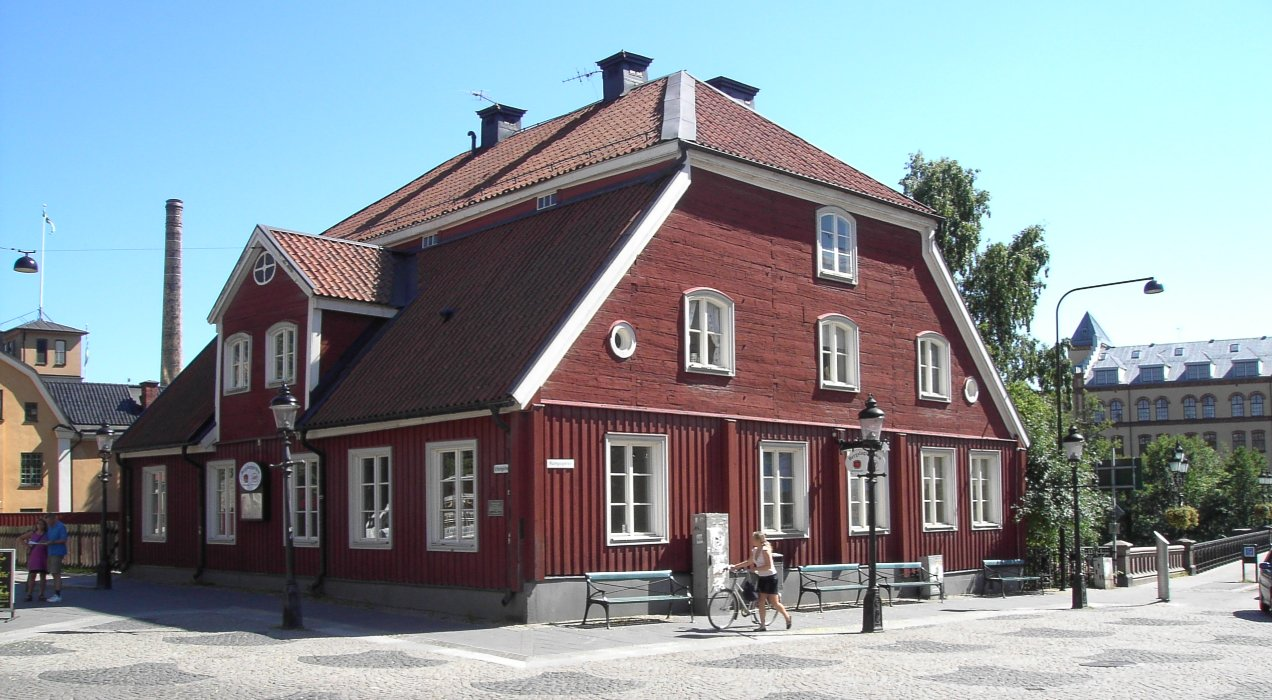
Bergslagsgårdens fasad mot Skvallertorget

Bergslagsgården är en byggnad vid Skvallertorget i stadsdelen Nordantill i Norrköping.
Bergslagsgården, tidigare kallad Peter Eckhoffs gård, är uppförd omkring 1740 och var ett färgeri 1795–1935. Vid riksdagen i Norrköping år 1769 inhystes i byggnaden ett av dess utskott. Detta var även lokalen för en av Norrköpings första Konsumbutiker. I dag huserar här ABF. Huset restaurerades 1971-1972 och blev byggnadsminne 1978.